# Roland Dervishi
Roland Dervishi (né le 16 février 1982 à Peqin en Albanie) est un joueur de football albanais, qui évolue au poste d'attaquant.

## Biographie

### Carrière en club
Il inscrit 20 buts dans le championnat d'Albanie lors de la saison 2011-2012, ce qui fait de lui le meilleur buteur du championnat. Le 1er octobre 2011, il inscrit cinq buts lors d'un match contre le Tomori Berat.

## Palmarès
Shkumbini Peqin
- Championnat d'Albanie :
  - Meilleur buteur : 2011-12 (20 buts).